# Jean-Ludovic Silicani
Jean-Ludovic Silicani, né le 20 mars 1952 à Alger, est un haut fonctionnaire français (conseiller d'État honoraire). Il a notamment été, de 1995 à 1998 Commissaire à la réforme de l'Etat, et, de mai 2009 à janvier 2015, président de l'Autorité de régulation des communications électroniques et des postes (Arcep).

## Formation
Jean-Ludovic Silicani est ingénieur civil des mines, diplômé de l'école des mines de Nancy (promotion 1972-1975), titulaire d'un DEA de Sciences économiques, ancien élève de l'IEP de Paris et ancien élève de l'École nationale d'administration de laquelle il sort major de la voie d'administration économique,, en 1980 (promotion Voltaire). Ses parents étaient enseignants (instituteurs puis directeurs d'école élémentaire publique).

## Carrière
Il commence sa carrière au Conseil d'État, en tant que rapporteur à la section du contentieux et à la section des travaux publics de 1980 à 1984. Il dirige la mission juridique du Conseil d’État auprès du ministère de l’Industrie et de la recherche de 1983 à 1984.
Puis, il est nommé directeur à l’Agence nationale de valorisation de la recherche (Anvar) de 1984 à 1986.
Il rejoint le ministère de la Culture et de la Communication, comme directeur de l’administration générale, de 1986 à 1992 sous les ministères de François Léotard puis de Jack Lang.
Il est ensuite nommé en 1992 directeur général de l’établissement public de la Bibliothèque de France.
En 1993, il devient directeur de cabinet de Simone Veil (ministre d’État, ministre des Affaires sociales, de la Santé et de la Ville). Il coordonne notamment la préparation de la réforme des retraites du secteur privé qui intervient en 1993.
En 1994, il est rapporteur général de la mission sur les responsabilités et l'organisation de l'État (mission présidée par Jean Picq à la demande du premier ministre Edouard Balladur à qui est remis le rapport).
De 1995 à 1998, il crée puis exerce auprès du Premier ministre (Alain Juppé) les fonctions de commissaire à la réforme de l'État. À ce titre il coordonne l'élaboration du premier plan d'ensemble de réforme de l'État et de l'action publique et engage sa mise en œuvre : plan de déconcentration, et de simplification (suppression, remplacement par de simples déclarations...), des 4500 régimes de procédures administratives ; préparation du projet de loi qui allait devenir la loi d'avril 2000 sur les relations entre les citoyens et les administrations et qui définissait notamment le cadre des "maisons de service public" devenues "France Service" ; mise en place des premières mesures visant à séparer, au sein de l’État, les fonctions d'actionnaire et de régulateur afin d'éviter les conflits d'intérêts ; mesures visant à améliorer la gouvernance des ministères ; première maquette de la réforme budgétaire qui allait aboutir à la LOLF en 2001...). 
Réintégré au Conseil d’État en 1998, il y est président de la 4e chambre de la section du Contentieux de 2003 à 2009.
Parallèlement, en 2001, il est nommé président du Conseil supérieur de la propriété littéraire et artistique (CSPLA) qui vient d'être créé, fonction qu'il exerce jusqu'en 2009. En avril 2004, il rédige pour le Premier ministre (Jean-Pierre Raffarin) un rapport sur la rémunération des directeurs d'administration centrale. En 2005, il est nommé président du comité d’orientation du fonds d’aide à la modernisation de la presse quotidienne et assimilée d’information politique et générale. En 2006, il est nommé président du conseil d'administration de la Réunion des musées nationaux, fonction qu'il occupe jusqu'en 2009. En 2008, il est nommé membre du comité pour la réforme des collectivités locales dit "comité Balladur", qui publie son rapport en mars 2009. 
D'octobre 2007 à avril 2008, il est chargé par le gouvernement de mener une large concertation, notamment avec les organisations syndicales des 3 fonctions publiques, préalablement à la rédaction de son Livre blanc sur l'avenir de la fonction publique.
En 2009, il est nommé président de l'Autorité de régulation des communications électroniques et postales (Arcep). Son mandat s'est achevé le 3 janvier 2015, à l'issue d'une cérémonie à la Sorbonne au cours de laquelle Emmanuel Macron, alors ministre de l'économie, a prononcé un discours. Pendant ces six années le marché français des télécoms s'est profondément transformé avec notamment l'arrivée du 4e opérateur mobile pour laquelle certains l'ont critiqué. SFR, Bouygues Telecom et Free sont tous devenus  convergents (c'est-à-dire opérant à la fois sur les marchés fixes et mobiles) à l'image de ce qu'Orange faisait depuis des années ; des réseaux à très haut débit ont été déployés sur l'ensemble du territoire, qu'ils soient fixes (fibre optique) ou mobiles (4G) ; les prix des services fixes et mobiles destinés aux particuliers ont baissé de plus de 40% entre 2010 et 2015 ; les opérateurs ont augmenté régulièrement leurs investissements qui sont passés en moyenne annuelle (hors achat de fréquences) de 6  milliards d'euros avant 2011 à 15 milliards d'euros en 2021) .
En 2015, il  réintègre le Conseil d'État comme président adjoint à la section des travaux publics. Il est à la retraite depuis mars 2020.

## Ouvrages et publications

### Ouvrages et rapports
- Livre-Blanc sur l’avenir de la fonction publique, faire des services publics et de la fonction publique des atouts pour la France, La Documentation française, Paris, 2008 [20]
- La prise en compte du risque dans la décision publique : pour une action publique plus audacieuse, La Documentation française, Paris, 2018, en tant que président du groupe de travail et du comité de rédaction du Conseil d'État[24].
- Action publique : pourquoi faire compliqué quand on peut faire simple ?, Institut Montaigne, Paris, 2019 [21]

### Sélection d'articles
- « Demain, l’État régulateur », Les Echos, 6 février 2000 [22]
- « Peut-on encore réguler l’audiovisuel ? », Le Monde, 4 mai 2016 [23]
- avec Arnauld Bertrand, « Osons transformer la gouvernance de l'État ! », Les Echos, 12 mai 2017 [24]
- « Adapter la fonction publique aux enjeux du XXIe siècle tout en restant fidèle aux valeurs qui l’animent », Le Monde, 16 février 2018 [25]
- « Simplifier l’accès aux services publics pour les rendre plus efficaces », La Revue parlementaire, avril 2019 [26]
- « État-providence en France: pourquoi un tel fossé entre les faits et les représentations ? » Le Figaro, 29 mai 2020 [27]

## Décorations
- Officier de la Légion d'honneur
- Commandeur de l'ordre national du Mérite[25]
- Commandeur de l'ordre des Arts et des Lettres